# Who We Are (álbum)
Who We Are es el cuarto álbum de estudio de la banda originaria de California, Lifehouse. El disco fue lanzado el 19 de junio de 2007.
Durante las sesiones de grabación de Who we are la banda sacó muchos lados-B como los temas Keep the change, If this is goodbye, Signs of life y I want you to know; varios de éstos han aparecido en versiones de edición especial, edición de colección o en lanzamientos internacionales como pistas adicionales.
El tema If this is goodbye fue usado como banda sonora para la película Bratz.
Who we are debutó en los Billboard 200 en el puesto #14 y vendiendo aproximadamente 49 000 en la primera semana. El 13 de diciembre de 2008 la banda vendió 526.724 copias en los E.U.A, el álbum tuvo certificado de oro por la RIAA. La banda ha vendido más de 3 millones de copias en todo el mundo.
Los sencillos de este álbum fueron: First Time, Whatever It Takes y Broken.
Existe una versión del álbum que contiene dos discos. El primer disco contiene todas las canciones de la versión estándar y el segundo disco contiene versiones en vivo de los temas First Time, Hanging by a moment, You and Me, From where you are y Whatever It Takes.

## Lista de canciones
| Edición estándar |                        |                                     |          |  |
| N.º              | Título                 | Escritor(es)                        | Duración |  |
| 1.               | «Disarray»             | Jason Wade                          | 3:45     |  |
| 2.               | «First Time»           | Jude Cole, Wade                     | 3:23     |  |
| 3.               | «Whatever It Takes»    | Cole, Wade                          | 3:27     |  |
| 4.               | «Who We Are»           | Cole, Wade                          | 3:27     |  |
| 5.               | «Broken»               | Wade                                | 4:46     |  |
| 6.               | «The Joke»             | Cole, Wade, Rick Woolstenhulme, Jr. | 3:56     |  |
| 7.               | «Easier to Be»         | Cole, Wade                          | 3:31     |  |
| 8.               | «Make Me Over»         | Cole, Wade                          | 3:57     |  |
| 9.               | «Mesmerized»           | Cole, Wade                          | 3:13     |  |
| 10.              | «Bridges»              | Wade                                | 4:02     |  |
| 11.              | «Learn You Inside-Out» | Wade                                | 4:26     |  |
| 12.              | «Storm»                | Wade                                | 4:25     |  |